# 納吉爾涅 (桑博爾區)
49°28′54″N 23°13′14″E / 49.48167°N 23.22056°E
納吉爾涅（烏克蘭語：Нагірне），是烏克蘭西部的村莊，隸屬利維夫州的桑比爾區。該村始建於1356年，面積6.63平方公里，海拔高度311米，2021年人口1,080，人口密度每平方公里167.12人。